# Тюлени-монахи
Тюлени-монахи (лат. Monachini) — триба ластоногих из подсемейства Monachinae семейства настоящих тюленей (Phocidae).

## Описание
Для тюленей-монахов характерны следующие признаки: череп с широко расставленными скуловыми дугами (особенно у старых особей) и несколько расширенным носовым отделом. Носовые отростки межчелюстных костей обычно не вклиниваются между носовыми и верхнечелюстными костями. Передний край носовых костей образует два выступа, разделённых выемкой. Костное нёбо имеет дугообразный задний край со срединной угловой вырезкой. В отличие от других тюленевых у тюленей-монахов мощно развит задний отдел нижней челюсти. Имеются крупные предглазничные отростки. Костные слуховые буллы небольшие, треугольной формы. Костный слуховой проход не согнут в виде колена. Щёчные зубы тесно прилегают друг к другу и, как правило, не имеют дополнительных вершинок (если они имеются, то очень малы). Все щечные зубы, кроме первого предкоренного, с двумя корнями. Внутренние верхние резцы имеют уплощённые корни. Задние ласты с довольно глубокой срединной вырезкой и широкими крайними лопастями. Когти на них очень малы. На передних ластах первый палец наиболее длинный, остальные постепенно уменьшаются к пятому; когти хорошо развиты, широкие. Волосяной покров низкий, жёсткий и гладкий, плотно прилегающий к телу. Вибриссы гладкие, овальные в поперечнике. Окраска спины от тёмно-серой до черновато-бурой; на брюхе более светлая.
Хромосом в диплоидном наборе 34.

## Систематика
В трибе три современных вида, группируемых в два рода (ранее объединялись в один род Monachus):
- Род Тюлени-монахи (Monachus)
  - Monachus monachus — тюлень-монах, или белобрюхий тюлень
- Род Neomonachus
  - Neomonachus schauinslandi — гавайский тюлень-монах
  - Neomonachus tropicalis — карибский тюлень-монах

Все три вида включены в Красную книгу МСОП (IUCN) и в Приложение I Конвенции о международной торговле. Численность везде очень мала и определяется для тюленя-монаха разными авторами в 500—5000 голов, а для гавайского тюленя-монаха — 700—1000 голов.
По данным исследования Рул и коллег (2020), триба включает также два вымерших рода и вида:
- Род Pliophoca Tavani, 1941
  - Pliophoca etrusca Tavani, 1941
- Род Eomonachus Rule et al., 2020
  - Eomonachus belegaerensis Rule et al., 2020